# Фельтре
Фе́льтре (итал. Feltre) — коммуна в Италии, располагается в провинции Беллуно области Венето.
Население коммуны, на 01.01.2025 года, составляет 20 622 человека, плотность населения — 206,42 чел./км². Коммуна занимает площадь 99,90 км². 
Почтовый индекс — 32032. Телефонный код — 0439.
Покровителями коммуны почитаются святые мученики Виктор и Корона, день их памяти ежегодно отмечается 14 мая.